# جائزة سنغافورة الكبرى 2010
جائزة سنغافورة الكبرى  2010 (بالإنجليزية: 2010 Singapore Grand Prix)‏ هو سباق فورمولا 1 أقيم بتاريخ 26 سبتمبر 2010 في سنغافورة. كان الخامس عشر من أصل 19 في بطولة العالم لسباقات الفورمولا واحد موسم 2010. حلّ الإسباني فرناندو ألونسو أولا بينما جاء الألماني سباستيان فيتل في المركز الثاني وحصل على المركز الثالث الأسترالي مارك ويبر.